# 김민지 괴담
김민지 괴담은 1990년대에 유행하던 대한민국 화폐의 도안과 관련된 도시전설 및 괴담이다.

## 내용
괴담의 내용에 의하면 조폐공사 사장의 딸 김민지가 납치된 뒤 토막 살해당했으나 범인은 끝내 잡히지 못했고, 조폐공사 사장이 죽은 딸의 원혼을 달래기 위해 화폐의 도안에 김민지의 이름과 토막난 사체를 마치 숨은그림 찾기처럼 그려넣게 했다는 것이다. 이 소문이 떠돌던 당시에는 이름과 사체를 모두 찾아낼 경우 귀신이 나타나 사지를 찢어죽인다는 공포스러운 소문까지 동반했다.
화폐별 괴담 내용은 다음과 같다.
- 10원화: 다보탑의 밑면을 옆으로 보면 ‘김’과 비슷하게 보인다.
- 50원화: 꺾여진 벼잎이 범행당시 사용한 도구인 ‘낫’이라고 한다.

(벼 알의 개수가 사망 당시 나이라는 얘기도 있었다)
- 100원화: 이순신의 수염을 거꾸로 보면 수염이 '머리카락'을 의미 한다고 한다.
- 500원화: 학의 다리가 꽁꽁 묶인 ‘팔’을 의미한다고 한다.
- 1000원권: 투호에서 아래로 비져나온 막대 끝에 ‘min’이라고 쓰여 있다.
- 5000원권: 뒷면에 한자로 ‘지(知)’ 자가 쓰여 있는 비석이 있다.
- 10000원권: 세종대왕이 입은 곤룡포에는 ‘다리’와 비슷한 것이 있다.

## 진실
당시 조폐공사 사장이 경찰에 신고하지 않아 세간에 전혀 알려지지 않았다는 논리가 이 괴담의 바탕에 깔려 있긴 하나, 광복 이후 오늘날까지 김민지라는 이름을 가진 조폐공사 사장의 딸이 유괴납치된 사건은 없으며 조폐공사 쪽에서도 유언비어라고 일축한 바 있다. 또한 화폐의 도안이라는 것이 사장 한 사람의 독단으로 결정되는 게 아니라는 것이다.
참고로 1000원권에 인쇄된 "min"이라는 글씨는 당시 1000원권의 요판 조각 디자이너였던 민병휘가 자신의 성인 민(min)이라는, 자신만의 흔적을 남긴 것이며, 5000원권에 있는 '지(知)'자 비석은 오죽헌에 실제로 있는 비석이다. 이 비석에 써진 내용은 '江陵(강릉)'이다.
(그리고 조폐공사에서 김 씨를 가진 사람은 김무룡 단 한 사람밖에 없었다. 김무룡에게는 아들만 둘이 있었고 딸은 없었다. 김민지 괴담의 김민지는 여자이기 때문에 사실 김민지는 없었다.)

## 이전에도 있었던 소문
화폐 도안과 관련된 괴 소문은 그 전에도 있었다. 1988년에는 10원 동전에 도안된 다보탑 조각물과 관련해 탑 기단 위에 놓인 작은 조각물이 "모든 국민이 불상 하나씩을 지니게 하면 대권을 잡을 수 있다"는 점괘에 따라 노태우 측이 한국은행에 영향력을 행사해 슬쩍 새겨넣은 불상이라는 괴소문이 나돌아 한국은행과 한국조폐공사에 문의전화를 받느라 곤욕을 치른 적이 있다. 이에 대해 한국은행 관계자는 "1966년 10원 동전을 발행할 때 석사자 상을 빠뜨리고 도안했다가 1983년 1월 15일에 동전의 도안을 일제히 바꾸면서 금융통화운영위원회의 심의를 거쳐 석사자상을 넣었다. 크기가 너무 작아 구분하기 어려워 불상이라는 헛소문이 퍼졌다"라고 해명했었다.